# DJ Porny
DJ Porny (1980) is de artiestennaam van de Nederlandse muziekproducent en dj Marvin Kuijs.

## Biografie
DJ Porny toonde al vroeg aanleg voor de muziek. Hij wordt toegelaten tot het conservatorium, maar besloot al na een half jaar om daarmee te stoppen. Intussen had hij een studio ingericht en maakte daarin opnamen van eigen muziek en van anderen. Hij begon een eigen platenmaatschappij. DJ Porny bezocht o.a dance-evenementen in België, mede omdat zijn label Free Music Entertainment (FME) gespecialiseerd is in housemuziek. Daar kwam hij voor het eerst in aanraking met jumpstyle. DJ Porny besloot zelf artiest te worden. Porny legde contact met de dansschool van Denise van Rijswijk (bekend van de Vengaboys) voor zijn jumpsquad. Zijn bekendste nummer is “Me So Horny”.

## Plagiaat
Het Australische label Central Station heeft een rechtszaak tegen DJ Porny en diens label 8ball Music aangespannen. De beschuldiging luidt dat DJ Porny de instrumentale track van het nummer "If you like pussy put your hands in the air" van de controversiële Australische zangeres Zennique heeft gestolen en gebruikt in Me So Horny. Afgezien van de tekst, lijken de twee nummers als twee druppels water op elkaar.

## Discografie

### Albums
| Album met eventuele hitnotering(en) in de Nederlandse Album Top 100 | Datum van verschijnen | Datum van binnenkomst | Hoogste positie | Aantal weken | Opmerkingen |
| ------------------------------------------------------------------- | --------------------- | --------------------- | --------------- | ------------ | ----------- |
| Porny people                                                        | 2007                  | 18-08-2007            | 63              | 3            |             |

### Singles
| Single met eventuele hitnotering(en) in de Nederlandse Top 40 | Datum van verschijnen | Datum van binnenkomst | Hoogste positie | Aantal weken | Opmerkingen |
| ------------------------------------------------------------- | --------------------- | --------------------- | --------------- | ------------ | ----------- |
| Me so horny                                                   | 26-02-2007            | 17-03-2007            | 7               | 12           |             |
| Je t'aime Porny                                               | 08-06-2007            | 30-06-2007            | 22              | 5            |             |

| Single met hitnotering(en) in de Vlaamse Ultratop 50 | Datum van verschijnen | Datum van binnenkomst | Hoogste positie | Aantal weken | Opmerkingen |
| ---------------------------------------------------- | --------------------- | --------------------- | --------------- | ------------ | ----------- |
| Me so horny                                          | 2007                  | 19-05-2007            | 25              | 13           |             |

- Virtual International Authority File: 234646448
- WorldCat: E39PBJdCvK4K8frRb4HTmrw9jC